# Озургети (станция)
Озурге́ти (до 1991 года Махарадзе) — конечная станция ответвления Натанеби — Озургети Грузинской железной дороги. Регулярное грузопассажирское сообщение на этом участке было открыто в 1924 году. На станции имеется железнодорожный вокзал с залом ожидания, кассами и камерой хранения.
Количество железнодорожных путей на станции — 4, все электрифицированы. Озургети — одна из немногих станций Грузинской железной дороги, не имеющих автоматических стрелок, восточная и западная горловины станции, а также путевое развитие обсуживается исключительно вручную.
На станции находится автомотриса АГМ-1139, которая выполняет ремонтные работы на ответвлении Натанеби — Озургети. Электрификация заканчивается вскоре после восточной горловины, дальше идет подъездной путь на завод железобетонных изделий. На территории завода отстаивается тепловоз ТГМ23В.
По состоянию на 2011 год со станции регулярно отправляются дневные и ночные поезда по маршруту Тбилиси — Озургети, а также электропоезда Батуми — Озургети. Грузовое сообщение на станции присутствует в меньших масштабах и используется в основном для доставки товаров в отдалённые районы Гурии, не имеющие железнодорожного сообщения, с последующей перегрузкой на грузовые автомобили.

## Интересный факт
Грузинский писатель Нодар Думбадзе в своем произведении «Я, бабушка, Илико и Илларион» юмористически описывает сцену посадки на вокзале Озургети во время давки перед отправлением главного героя Зурико Вашаломидзе на поезде, который следует в Тбилиси.